# Đak DJrăng
Đak DJrăng là một xã thuộc huyện Mang Yang, tỉnh Gia Lai, Việt Nam.
Xã Đak DJrăng có diện tích 47.28 km², dân số năm 2000 là 2907 người, mật độ dân số đạt 61 người/km².